# Psyllaephagus rubensi
Psyllaephagus rubensi är en stekelart som först beskrevs av Girault 1932.  Psyllaephagus rubensi ingår i släktet Psyllaephagus och familjen sköldlussteklar. Inga underarter finns listade i Catalogue of Life.